# Matrimonio a prima vista Italia (terza edizione)
La terza edizione del reality show Matrimonio a prima vista Italia è andata in onda in prima serata su Sky Uno dal 12 aprile al 10 maggio 2018 per dieci puntate con la presenza di tre esperti: Mario Abis (come sociologo), Nada Loffredi (come sessuologa) e Gerry Grassi (come psicoterapeuta), per il terzo anno consecutivo.

## I partecipanti
| Coppia | Coppia            | Età | Professione                      | Decisione Finale |
| n°     | Sposi             | Età | Professione                      | Decisione Finale |
| ------ | ----------------- | --- | -------------------------------- | ---------------- |
| 1      | Camilla Arolchi   | 29  | Insegnante di ginnastica ritmica | Divorziati       |
| 1      | Mauro Antonelli   | 37  | Agente immobiliare               | Divorziati       |
| 2      | Daniela Benvenuto | 28  | Dietista                         | Divorziati       |
| 2      | Roberto Orlandini | 38  | Direttore tecnico                | Divorziati       |
| 3      | Rossella Gatta    | 30  | Manager                          | Divorziati       |
| 3      | Andrea Tomasini   | 32  |                                  | Divorziati       |

## Ascolti
| Puntata | Messa in onda  | Telespettatori | Share |
| ------- | -------------- | -------------- | ----- |
| 1       | 12 aprile 2018 | 226.000        | -     |
| 2       | 12 aprile 2018 | 267.000        | -     |
| 3       | 19 aprile 2018 | 196.000        | 0,80% |
| 4       | 19 aprile 2018 | 186.000        | 0,80% |
| 5       | 26 aprile 2018 | 209.000        | 0,90% |
| 6       | 26 aprile 2018 | 209.000        | 0,90% |
| 7       | 3 maggio 2018  | 317.000        | 0,80% |
| 8       | 3 maggio 2018  | 275.000        | 0,80% |
| 9       | 10 maggio 2018 | 231.000        | 1,00% |
| 10      | 10 maggio 2018 | 231.000        | 1,00% |
| Media   | Media          | 235.000        | 0,88% |